# Dagbatiteri
El dagbatiteri (Dagbatitherium tassyi) és una espècie de proboscidi extint que visqué durant l'Eocè mitjà a l'Àfrica Occidental. Se n'han trobat restes fòssils al sud de Togo. És l'única espècie del gènere Dagbatitherium. Es tracta de l'elefantiforme més petit dotat de dents molars braquiodontes i bunolofodontes. Destaca per la seva inusual combinació de caràcters típics dels proboscidis primitius amb d'altres de derivats, que el situa com a tàxon germà de tots els altres elefantiformes.